# Eduardus van Voorst tot Voorst
Eduardus Ludovicus baron Van Voorst tot Voorst (Bagoe, 17 november 1874 – Warnsveld, 2 april 1945) was een Nederlands sportschutter die meedeed aan de Olympische Zomerspelen van 1908 en aan de Olympische Zomerspelen van 1920.
In 1908 eindigde hij als vierde met het Nederlandse team bij het kleiduivenschieten in de trap-competitie. In de individuele trap-competitie werd hij 15e. Twaalf jaar later eindigde hij als zesde bij het kleiduivenschieten.
Hij werd geboren in Bagoe, vlak bij Probolinggo, in Nederlands-Indië en overleed in Warnsveld. Hij was de oudere broer van Franciscus van Voorst tot Voorst. Hij huwde in april 1924 in Londen met Suzanna Muller en bleef kinderloos. In december 1924 werd hij failliet verklaard. Hij was toen woonachtig op huize De Zwaluwenburg bij Oldebroek. In april 1925 werd het faillissement beëindigd na een akkoord met de schuldeisers.